# Danh sách quân chủ Đế quốc Sasan
Dưới đây là danh sách quân chủ của nhà Sasan, những người đã lật đổ sự cai trị của đế quốc tiền nhiệm Parthia tại trận Hormozdgan năm 224. Đế quốc thời kỳ đỉnh cao bao trùm toàn bộ Iran, vươn tới tận Thổ Nhĩ Kỳ và đảo Rhodes ở phía Tây và Pakistan ở phía Đông, cũng như bao gồm một phần lãnh thổ vùng Kavkaz, Yemen, Oman, Ai Cập, UAE, Syria, Jordan và vùng Trung Á.
Vương triều Sassanids bắt đầu từ Ardashir I, một trong những quý tộc và vương phó Iran tại vùng Istakhr và kết thúc khi Yazdegerd III mất vào năm 651. Tuy nhiên giữa các thời điểm khi Boran mất và khi Yazdegerd III lên ngôi (khoảng giữa các năm 631 và năm 632) rất khó xác định người cai trị do những người kế nhiệm trong khoảng thời gian này bị phế truất hoặc bị các kẻ tiếm vị khác thuộc nhà Sasan cạnh tranh ngôi vị.

## Danh xưng
Adashir, người khai sinh là đế quốc Sasan, là người đầu tiên sử dụng danh xưng "Shahanshah của người Iran" (Tiếng Ba Tư trung đại: šāhān šāh ī ērān; Tiếng Parthia: šāhān šāh ī aryān). Người kế nhiệm Adashir, Shapur I, đã để lại những ghi chép danh xưng cho những người tiền nhiệm mình trên bức phù điêu tại Ka'ba-ye Zartosht. Trên bức phù điêu này thì Adashir gọi họ bằng những danh xưng khác nhau và nhìn chung có vẻ như mang quyền lực tăng dần, cụ thể là: Xwaday (tức lãnh chúa) cho Sasan, Shah (vua) cho Papag, Shahanshah (tức vua của các vị vua) của người Iran cho Adashir I, và Shahanshah của người Iran và các dân tộc phi Iran (Tiếng Ba Tư trung đại: šāhān šāh ī ērān ud anērān) cho bản thân ông. Danh hiệu "Vua của các vị vua của người Iran và các dân tộc phi Iran" được thấy trên một đồng bạc của Shapur I, cho thấy rằng danh hiệu này được đưa ra sau chiến thắng của ông trước người La Mã và theo sau đó là việc sáp nhập các vùng đất không phải của Iran vào vương quốc Sasan. Danh hiệu này sau đó được sử dụng trên đồng xu của tất cả các vị vua Sasan sau Shapur I.
Thời kỳ trị vì của Yazdegerd I (399 – 420) đánh dấu một bước chuyển quan trọng quan điểm chính trị của vương triều Sasan khi chuyển trọng tâm chính trị nhiều hơn về phía Đông thay vì thiên về phía Tây như trước đó do xung đột ở với các bộ tộc ở khu vực phía Đông Iran ngày nay. Xung đột với người Hung Iran gợi nhớ các cuộc xung đột mang tính chất truyền thuyết giữa người Kayani và các bộ lạc Turan được mô tả trong các ghi chép bằng tiếng Tân Avestan. Danh hiệu Ramshahr (người gìn giữ hoà bình trong các vùng đất [của mình]) - được - thêm vào các đồng tiền dưới thời trị vì của Yazdegerd I. Trong bài thơ viết bằng tiếng Ba Tư trung đại mang tên Ayadgar-i Zariran ("Di chúc của Zarer"), danh xưng này được sử dụng bởi người cai trị cuối cùng của vương triều Kayani -  Vishtaspa - cũng như sử dụng trong văn bản Hoả giáo của thế kỷ thứ 10 là Denkard. Sự quan tâm của người Sasan đối với hệ tư tưởng Kayani kéo dài cho đến khi đế quốc Sasan diệt vong. Bahram V trong các đồng xu hiếm hoi ở Pars có sử dụng danh xưng kirbakkar (nhân từ).
Thời kỳ trị vì của Yazdegerd II đánh dấu việc đúc và cho in các đồng tiền với các dòng chữ mới: mazdēsn bay kay (Đức vua thờ phụng Mazda), thể hiện sự yêu mến đối những người cai trị nhà Kayani, những người cũng sử dụng tước hiệu kay này. Dưới thời Peroz I (459–484), tước hiệu shahanshah  không xuất hiện trên các đồng xu của ông, chỉ xuất hiện dòng chữ kay Peroz ("Vua Peroz"). Tuy nhiên một con dấu khác của Peroz lại xuất hiện tước hiệu trên, chứng tỏ rằng đồng xu đôi khi cũng không thể hiện được đầy đủ tước hiệu cuả các vị quân chủ Sasan. Balash, anh trai và cũng là người kế vị của Peroz I, sử dụng tước hiệu hukay ("vị vua tốt").
Kavadh I (tv. 488–496, 498–531) là vị vua cuối cùng sử dụng tước hiệu kay trên đồng tiền của mình - với đồng tiền cuối cùng phát hành năm 513. Mặt sau các đồng tiền của ông có ghi tên của ông, tuy nhiên từ năm 504 dòng chữ abzōn (cầu mong sự thịnh vượng/phát triển) được thêm vào. Dưới thời kỳ trị vì thứ hai cuả Khosrau II (tv. 590, 591–628), chữ tượng hình GDH là xwarrah ("sự tráng lệ hoàng gia"). Ông kết hợp với dòng chữ abzōn trước đó và tạo nên dòng chữ: "Khosrow, người làm tôn lên vẻ tráng lệ hoàng gia (Khūsrōkhwarrah abzōt). Danh xưng shahanshah cũng được khôi phục trên các đồng xu của ông. Hai người kế vị ông, Kavadh II (tv. 628) và Ardashir III (tv. 628–630), đã hạn chế sử dụng tước hiệu này, dường như để tạo khoảng cách với Khosrow II.

## Về vị vua
Người đứng đầu Đế quốc Sasan là [shahanshah] (vua của các vị vua), còn được gọi đơn giản là shah (vua). Sức khỏe và phúc lợi của ông luôn quan trọng và cụm từ "Cầu mong ông được bất tử" đã được dùng để đáp lại ông. Bằng cách nhìn vào đồng tiền Sasan xuất hiện từ thế kỷ thứ 6 trở về sau, người ta có thể nhận thấy rõ mặt trăng và mặt trời. Ý nghĩa của mặt trăng và mặt trời, theo lời của nhà sử học Iran [Touraj Daryaee], "gợi ý rằng nhà vua ở trung tâm thế giới và mặt trời và mặt trăng quay xung quanh ông. Như vậy, vị quân chủ Sasan trên thực tế là" vua của bốn góc thế giới," đó là một danh xưng cũ bắt nguồn từ các vị quân chủ vùng Lưỡng Hà." Nhà vua coi tất cả những người cai trị khác, chẳng hạn như người La Mã, người Thổ và người Trung Quốc, là bề dưới của ông. Nhà vua mặc quần áo sặc sỡ, trang điểm, đội vương miện rất nặng, trong khi bộ râu của ông được trang trí bằng vàng. Các vị vua Sasanian đầu tiên tự coi mình là người có nguồn gốc thần thánh; họ tự gọi mình là "bay" (thần thánh).

## Danh sách quân chủ
| Tên (Sinh – mất)                                   | Chân dung   | Danh xưng/Hiệu dẫn | Thời gian trị vì                           | Ghi chú |
| -------------------------------------------------- | ----------- | --- | ------------------------------------------ | --- |
| Nhà Sasan                                          |             | |                                            | |
| Ardashir I 𐭠𐭥𐭲𐭧𐭱𐭲𐭥 (180 – 242)                     | không khung | Shahanshah của người Iran | 28 tháng 4 năm 224 – Tháng 2 năm 242       | Tự phong là shahanshah sau khi đánh bại và giết chết Artabanus IV của Parthia tại trận Hormozdgan. Mất vì nguyên nhân tự nhiên. |
| Shapur I 𐭱𐭧𐭯𐭥𐭧𐭥𐭩 (? – 270)                         | không khung | Shahanshah của người Iran và Aniran | 12 tháng 4 năm 240 – Tháng 5 năm 270       | Đồng nhiếp chính cùng cha là Ardashir I vào ngày 12 tháng 4 năm 240. Mất vì nguyên nhân tự nhiên. |
| Hormizd I 𐭠𐭥𐭧𐭥𐭬𐭦𐭣 (? – 271)                        | không khung | Shahanshah của người Iran và Aniran | Tháng 5 năm 270 – Tháng 6 năm 271          | Con của Shapur I. |
| Bahram I 𐭥𐭫𐭧𐭫𐭠𐭭 (? – 274)                          | không khung | Shahanshah của người Iran và Aniran | Tháng 6 năm 271 – Tháng 9 năm 274          | Con của Hormizd I. Mất vì nguyên nhân tự nhiên/dịch bệnh. |
| Bahram II 𐭥𐭫𐭧𐭫𐭠𐭭 (? – 293)                         | không khung | Shahanshah của người Iran và Aniran | Tháng 9 năm 274 – 293                      | Con của Bahram I. Mất vì nguyên nhân tự nhiên/dịch bệnh. |
| Bahram III 𐭥𐭫𐭧𐭫𐭠𐭭 (? – 293 (?))                    | không khung | Shahanshah của người Iran và Aniran | 293                                        | Con của Bahram II. Bị người chú Nahseh đảo chính, có khả năng đã chết trong cuộc đảo chính này. |
| Narseh 𐭭𐭥𐭮𐭧𐭩 (Giữa các năm 228 và 233 – 303)       | không khung | Shahanshah của người Iran và Aniran | 293 – 303                                  | Con út của Shapur I và là chú của Bahram II. Lên ngôi sau khi được các quý tộc hậu thuẫn đảo chính người chắt Bahram III. Mất không lâu sau khi nhường ngôi cho Hormizd II năm 302. |
| Hormizd II 𐭠𐭥𐭧𐭥𐭬𐭦𐭣 (? – 309)                       | không khung | Shahanshah của người Iran và Aniran | 303 – 309                                  | Con của Narseh. Lên ngôi sau khi đảo chính cha mình. Bị giới quý tộc giết chết sau khi tiến hành viễn chinh ở Ghassanid. |
| Adhur Narseh (? – 309)                             |             | Shahanshah của người Iran và Aniran | 309                                        | Con của Hormizd II. Lên ngôi sau khi cha mất. Bị giới quý tộc giết chết. |
| Shapur II 𐭱𐭧𐭯𐭥𐭧𐭥𐭩 (309 – 379)                      | không khung | Shahanshah của người Iran và Aniran | 309 – 379                                  | Con của Hormizd II. Lên ngôi khi còn nằm trong bụng mẹ. |
| Ardashir II 𐭠𐭥𐭲𐭧𐭱𐭲𐭥 (309/10 – 383)                 | không khung | Shahanshah của người Iran và Aniran | 379 – 383                                  | Con của Shapur II. Bị cha buộc thề là phải thoái vị khi Shapur III trưởng thành. Bị giết chết hoặc xử tử bởi các quý tộc do chính sách hạn chế quyền lực của quý tộc Iran của ông. |
| Shapur III 𐭱𐭧𐭯𐭥𐭧𐭥𐭩 (? – 388)                       | không khung | Shahanshah của người Iran và Aniran | 383 – Tháng 12 năm 388                     | Con của Shapur II. Bị giết chết bởi một số quý tộc Iran khi họ cố tình cắt dây dựng lều của ông trong cung điện. |
| Bahram IV 𐭥𐭫𐭧𐭫𐭠𐭭 (? – 293 (?))                     | không khung | Shahanshah của người Iran và Aniran | Tháng 12 năm 388 – 399                     | Con của Shapur II/Shapur III. Bị giết chết khi khi bị trúng tên trong một cuộc đi săn, có khả năng là do giới quý tộc Iran đứng đằng sau tiến hành. |
| Yazdegerd I 𐭩𐭦𐭣𐭪𐭥𐭲𐭩 (? – 420)                      | không khung | Shahanshah của người Iran và Aniran Ramshahr ("người gìn giữ hoà bình")                                                                | 399 – 420                                  | Con của Shapur III. Bị giết chết trong một tình huống không rõ ràng, nhưng nhiều khả năng là do giới quý tộc trong nước tiến hành. |
| Shapur IV 𐭱𐭧𐭯𐭥𐭧𐭥𐭩 (? – 420)                        | không khung | Shahanshah của người Iran và Aniran | 420                                        | Con của Yazdegerd I. Cai trị một thời gian ngắn trước khi bị giết chết bởi giới quý tộc và tăng lữ Sasan. |
| Khosrau 𐭧𐭥𐭮𐭫𐭥𐭣𐭩 (? – ?)                            |             | Shahanshah của người Iran và Aniran | 420                                        | Con của Bahram IV. Được giới quý tộc và tăng lữ chọn lên làm vua sau khi Shapur IV mất. Bị Bahram V, một người con của Yazdegerd I phế truất. |
| Bahram V 𐭥𐭫𐭧𐭫𐭠𐭭 (400 – 438)                        | không khung | Shahanshah của người Iran và Aniran Kirbakkar ("nhân từ")                                                                              | 420 – 438                                  | Con của Yazdegerd I. Lên ngôi sau khi phế truất Khosrau, con của Bahram IV. Mất trong một hoàn cảnh không rõ ràng. |
| Yazdegerd II 𐭩𐭦𐭣𐭪𐭥𐭲𐭩 (? – 457)                     | không khung | Shahanshah của người Iran và Aniran Kay ("Vua")                                                                                        | 438 – 457                                  | Con của Bahram V. |
| Hormizd III 𐭠𐭥𐭧𐭥𐭬𐭦𐭣 (? – 459)                      | không khung | Shahanshah của người Iran và Aniran | 457 – 459                                  | Con của Yazdegerd II. Lên ngôi sau khi cha mất tại Ray. Mất trong một hoàn cảnh không rõ ràng, nhiều khả năng là bị người kế nhiệm giết chết. |
| Peroz I 𐭯𐭩𐭫𐭥𐭰 (? – 484)                            | không khung | Shahanshah của người Iran và Aniran Kay ("Vua")                                                                                        | 459 – 484                                  | Con của Yazdegerd II. Lên ngôi sau cuộc nội chiến với em trai Hormizd III. Mất trong khi cuộc chiến lần thứ ba với người Bạch Hung. |
| Balash 𐭥𐭥𐭣𐭠𐭧𐭱𐭩 (? – ?)                             | không khung | Shahanshah của người Iran và Aniran Hukay ("Vị vua tốt")                                                                               | 484 – 488                                  | Con của Yazdegerd II và là em trai của Peroz I. Được các đại quý tộc bầu lên. Bị các quý tộc phế truất. |
| Kavadh I 𐭪𐭥𐭠𐭲 (473 – 531)                          | không khung | Shahanshah của người Iran và Aniran Kay ("Vua")                                                                                        | 488 – 496                                  | Con của Peroz I. Được người chú ruột đằng ngoại là Sukhra lên ngôi sau khi cùng các quý tộc khác chọc mù mắt và phế truất Balash. Bị giới quý tộc phế truất lần thứ nhất vì nhiều nguyên nhân khác nhau. |
| Jamasp 𐭩𐭠𐭬𐭠𐭮𐭯 (? – 530/540)                        | không khung | Shahanshah của người Iran và Aniran | 496 – 498/9                                | Con của Peroz I và là em trai của Kavadh I. Lên ngôi sau khi anh trai bị phế truất bởi các quý tộc. Bị anh trai hạ bệ không lâu sau đó. |
| Kavadh I 𐭪𐭥𐭠𐭲 (473 – 531)                          | không khung | Shahanshah của người Iran và Aniran Kay ("Vua") abzōn (cầu mong sự thịnh vượng/phát triển)                                             | 498/9 – 13 tháng 8 năm 531                 | Con của Peroz I. Lên ngôi lần thứ hai dưới sự hỗ trợ của một số quý tộc cùng với quân đội người Bạch Hung. Mất vì bệnh trong trận Martyroupolis chống lại quân đội Đông La Mã. |
| Khosrau I 𐭧𐭥𐭮𐭫𐭥𐭣𐭩 (Giữa các năm 512 và 514 – 579)  | không khung | Shahanshah của người Iran và Aniran Ērān abē-bēm kard ("Người Iran đã không còn sợ hãi") Ērān abzonhēnēd (Người Iran trở nên hùng ṃ)nh | 13 tháng 9 năm 531 – Tháng 2 năm 579       | Con của Kavadh I. |
| Hormizd IV 𐭠𐭥𐭧𐭥𐭬𐭦𐭣 (c. 540 – 590)                  | không khung | Shahanshah của người Iran và Aniran | 579 – Tháng 6 năm 590                      | Con của Khosrow I. Bị các anh em rể của mình là Vistahm và Vinduyih chọc mù mắt, phế truất rồi sau đó bóp cổ ông tới chết tại Ctesiphon. |
| Khosrau II 𐭧𐭥𐭮𐭫𐭥𐭣𐭩 (Giữa các năm 512 và 514 – 579) | không khung | Shahanshah của người Iran và Aniran Khūsrōkhwarrah abzōt (Khosrow, người làm tôn lên vẻ tráng lệ hoàng gia)                            | 590                                        | Con của Hormizd IV. Lên ngôi lần đầu nhờ sự trợ giúp của họ hàng bên nội. Bị quân của Bahram Chobin đánh bại gần thủ đô Ctesiphon và phải chạy trốn sang Đông La Mã. |
| Nhà Mihran                                         |             | |                                            | |
| Bahram VI Chobin 𐭥𐭫𐭧𐭫𐭠𐭭 (? – 591)                  | không khung | Shahanshah của người Iran và Aniran | 590 – 591                                  | Con của Bahram Gushnasp, một trong những tướng lĩnh quân sự dưới thời Khosrow I. Lên ngôi mùa hè năm 590 trong khi đang lật đổ vị shahanshah tiền nhiệm là Khosrow II. Bị ông này đánh bại sau đó và chạy sang Hãn quốc Tây Đột Quyết, nơi mà ông bị ám sát không lâu sau đó.                                                         |
| Nhà Sasan                                          |             | |                                            | |
| Khosrau II 𐭧𐭥𐭮𐭫𐭥𐭣𐭩 (Giữa các năm 512 và 514 – 579) | không khung | Shahanshah của người Iran và Aniran | 591 – 25 tháng 2 năm 628                   | Con của Hormizd IV. Lên ngôi lần thứ hai sau khi đánh bại và sau đó là nhờ Tây Đột Quyết giết Bahram Chobin. Bị con trai Kavah II tiến hành đảo chính và sau đó ra lệnh xử tử ông trong khi ông đang bị giam giữ. |
| Nhà Ispahbudhan                                    |             | |                                            | |
| Vistahm 𐭥𐭮𐭲𐭧𐭬 (? – 596/600)                        | không khung | Shahanshah của người Iran và Aniran | 590/1 – 596 hoặc 594/5 – 600               | Con của Shapur và là chú bên nội của Khosrau II. Tuyên bố ngôi vua sau khi nổi loạn chống lại người cháu nội và kiểm soát được vùng Iran Đông. Bị tướng Pariowk hoặc vợ là Gordiya giết chết trong trận chiến chống lại quân Sasan dưới quyền Smbat Bagratuni tại Qumis, nhưng tới năm sau thì quân triều đình mới dẹp loạn được ông. |
| Nhà Sasan                                          |             | |                                            | |
| Kavadh II 𐭪𐭥𐭠𐭲 (Sau năm 590 – 628)                 | không khung | Shahanshah của người Iran và Aniran | 25 tháng 2 năm 628 – 6 tháng 9 năm 628     | Con của Khosrau II. Lên ngôi sau khi đảo chính sau khi giết cha và các anh em trai của ông. Mất trong đợt đại dịch Shiryue. |
| Ardashir III 𐭠𐭥𐭲𐭧𐭱𐭲𐭥 (621 – 629/630)               | không khung | Shahanshah của người Iran và Aniran | 6 tháng 9 năm 628 – 27 tháng 4 năm 629/630 | Con của Kavadh II. Lên ngôi khi còn nhỏ nên ông được tể tướng Mah-Adhur Gushnasp nhiếp chính cho đến khi trưởng thành. Bị tuớng Shahrbaraz hành quyết sau khi Ctesiphon thất thủ. |
| Nhà Mihran                                         |             | |                                            | |
| Shahrbaraz 𐭱𐭲𐭫𐭥𐭫𐭠𐭰 (? – 630)                       | không khung | Shahanshah của người Iran và Aniran | 27 tháng 4 năm 630 – 9 tháng 6 năm 630     | Tên thật là Farrukhan. Đảo chính chống lại Ardashir III. Bị các quý tộc Iran giết chỉ sau 40 ngày tại vị. |
| Nhà Sasan                                          |             | |                                            | |
| Khosrau III 𐭧𐭥𐭮𐭫𐭥𐭣𐭩 (? – 630)                      | không khung | Shahanshah của người Iran và Aniran | 630                                        | Con của Kavad II/Khosrau II (khả năng thứ hai xảy ra nhiều hơn). Cai trị Khorasan trong một vài tháng trước khi bị giết chết bới viên thống đốc địa phương. |
| Boran (? – 632)                                    | không khung | Banbishnan banbishn của người Iran và Aniran                                                                                           | 630                                        | Con gái của Khosrau II. Lên ngôi sau khi em trai bị ám sát dưới sự trợ giúp của tướng Farrukh Hormizd. Thoái vị do việc bà không được lòng các quan chức phe Parsig cũng như do các cuộc khỏi nghĩa ở các tỉnh phía Đông đế quốc. |
| Shapur V 𐭱𐭧𐭯𐭥𐭧𐭥𐭩 (? – ?)                           |             | Shahanshah của người Iran và Aniran | 630                                        | Con gái của Shahrbaraz và là cháu gọi Khosrau II bằng chú. Lên ngôi sau khi chị em gái của ông là Borandukht thoái vị nhưng chỉ cai trị một thời gian ngắn trước khi bị giới quý tộc ép thoái vị. |
| Peroz II 𐭯𐭩𐭫𐭥𐭰 (? – 630)                           |             | Shahanshah của người Iran và Aniran | 630                                        | Chắt của Khosrau I. Lên ngôi sau khi Shapur mất nhưng chỉ cai trị một thời gian rồi bị các quý tộc ám sát. |
| Azarmidokht ? (? – 631)                            | không khung | Banbishnan banbishn của người Iran và Aniran                                                                                           | 630 – 631                                  | Con gái của Khosrau II. Bị con trai Farrukh Hormizd là Rostam Farrokhzad giết để trả thù cho cha ông. |
| Nhà Ispahbudhan                                    |             | |                                            | |
| Hormizd V ? (? – 631)                              | không khung | Shahanshah của người Iran và Aniran | 630 – 631                                  | Họ hàng với Khosrau II. Tuyên bố ngôi vị sau khi không thuyết phục được Azarmidokht kết hôn với ông. Bị bà ra lệnh giết chết ông nhằm ngăn chặn nguy cơ ông đảo chính. |
| Nhà Sasan                                          |             | |                                            | |
| Hormizd VI 𐭠𐭥𐭧𐭥𐭬𐭦𐭣 (? – 632)                       | không khung | Shahanshah của người Iran và Aniran | 630 – 632                                  | Cháu trai Khosrau II. Được quân nổi loạn ở Nisibis dưới quyền Shahrbaraz tôn lên làm shahanshah. Bị chính nhóm quân này lật đổ. |
| Khosrau IV 𐭧𐭥𐭮𐭫𐭥𐭣𐭩 (? – ?)                         | không khung | Shahanshah của người Iran và Aniran | 630 – 636                                  | Chắt trai Khosrau I và là anh trai Peroz II. Tuyên bố là shah xứ Susa. |
| Farrukhzad Khosrau V ? (? – 631)                   | không khung | Shahanshah của người Iran và Aniran | Tháng 3 năm 631 – Tháng 4 năm 631          | Chon trai Khosrau II. Đăng quang là shahanshah dưới sự phò tá của Zadhuyih, một quý tộc Sasan. Mất 1 tháng sau khi đăng quang trong một cuộc đảo chính của giới quý tộc. |
| Boran (? – 632)                                    | không khung | Banbishnan banbishn của người Iran và Aniran                                                                                           | Tháng 6 năm 631 – Tháng 6 năm 632          | Lên ngôi trở lại dưới sự trợ giúp của Rostam Farrokhzad, người vừa mới giết chết Azarmidokht. Bị giết không lâu sau khi một cuộc nổi dậy nổ ra tại Ctesiphon nửa đầu năm 631, có lẽ là bị Piruz Khosrau bóp cổ tới chết. |
| Yazdegerd III 𐭩𐭦𐭣𐭪𐭥𐭲𐭩 (? – 651)                    | không khung | Shahanshah của người Iran và Aniran | 16 tháng 6 năm 632 – 651                   | Cháu nội Khosrau II. Lên ngôi nhưng không thể kiểm soát toàn bộ đế quốc và còn bị phe Pahlav từ chối đúc tiền cho ông. Bị người Hồi giáo Ả Rập đánh bại và sau một loạt các cuộc chạy trốn khác nhau thì bị một chủ cối xoay gió giết chết năm 651 gần Merv.                                                                          |
| Đế quốc Sasan sụp đổ                               |             | |                                            | |
| Peroz III (636 – k. 679)                           |             | | 651 – k. 679                               | Con trai của Yazdegerd III. Làm tướng nhà Đường và là người đứng đầu Tổng trấn Ba Tư, một trong những nơi tập hợp của các thành viên hoàng gia cũng như quan chức triều đình Sasan đang lưu vong. |
| Narseh (? – ?)                                     |             | | 679 – 712                                  | Con trai của Peroz III. Được nhà Đường cất quân đi nhằm khôi phục lại nhà Sasan nhưng tướng được cử đi là Bùi Hành Kiệm chỉ tiến đến Tokharistan rồi bỏ Narseh lại tại đây trong 20 năm. Sau này ông trở về Trường An rồi mất tại đây                                                                                                 |
| Bahram VII (? – 710)                               |             | | ? – 710                                    | Con trai của Yazdegerd III |
| Khosrau VI (? – ?)                                 |             | | ?                                          | Con trai của Bahram VII. Cố gắng chiến đấu chống lại các lực lượng Hồi giáo Ả Rập nhưng không thành công. Là thành viên cuối cùng được biết đến của nhà Sasan. |